# Крестьянский дом-музей Ванха-Рантала
Крестьянский дом-музей Ванха-Рантала — усадьба-музей, расположенная к востоку от церковного прихода Пертунмаа. 
Музей представляет усадебные дворовые постройки, принадлежавшие одному роду из Южного Саво в период с 1665 по 1964 год. Последний постоянный житель дома переехал в 1958 году.
Изба главного здания была построена в 18 веке. В 1934—1936 годах в доме размещалась начальная школа, а в 1947—1948 годах действовала передвижная женская школа домашнего хозяйства. Уже в 1963 году в главном здании был открыт частный дом-музей, управляемый фондом «Перту». С 1988 года муниципалитет Пертунмаа владеет домом и отвечает за деятельность музея.
Крестьянский дом-музей включает в себя главное здание, построенное в 18-19 веках, а также земляной погреб, хозяйственную постройку, сауну 1930-х годов и амбары.
В 1928 году владелец дома Фабиан Кауппи обнаружил в поле на другой стороне дороги могилу богатой женщины, датируемую тысячным годом. У женщины были в ожерелье арабские серебряные монеты, бронзовые браслеты и плечевые пряжки, а также железный нож. Среди находок обнаружили, в том числе, стеклянные бусины. Возможно, что могила связана с разбогатевшими торговцами пушниной. Находка, переданная в Национальный музей Финляндии в качестве подарка от муниципалитета Пертунмаа, послужила моделью для кулона «Перту», изготовленного компанией «Украшения Калевала» (Kalevala Koru). В начале дороги Мусеотие был установлен в 1975 году мемориальный камень « Памятник кладбища Куусела» (также называемый «Памятник могильных находок») как напоминание об этом открытии.
Крестьянский дом-музей Ванха-Рантала относится к охраняемым и на областном уровне значимым объектам культурного наследия.